# Robert Siewert
Pour les articles homonymes, voir Siewert.
Robert Siewert (né le 30 décembre 1887 à Schwersenz et décédé le 2 novembre 1973 à Berlin-Est) est un homme politique allemand et résistant contre le nazisme.

## Biographie

### Jeunesse, guerre et début de la république de Weimar
Robert Siewert est le fils d'un charpentier et devient maçon. Après son apprentissage, il part en voyage et adhère au SPD en 1906. De 1908 à 1915, il travaille comme maçon en Suisse où il rencontre Lénine et Heinrich Brandler. Au parlement de Saxe-Anhalt, il déclare avoir été arrêté pour activités politiques en Suisse. En 1913/1914, il travaille comme secrétaire local de l'Association suisse des travailleurs de la construction à Berne.
Pendant la Première Guerre mondiale, Siewert est soldat sur le front de l'Est et mène des activités illégales pour la ligue spartakiste. En 1918, il fait partie du Conseil des soldats de la Xe armée, puis devient membre du KPD.
En 1919, il devient responsable politique dans le district d'Erzgebirge-Vogtland, en 1919 et en 1920 délégué au congrès du parti et enfin secrétaire au congrès d'unification avec l'USPD. En 1920, il est élu au Landtag de l'État libre de Saxe et y siège jusqu'en 1929. Lors des congrès du KPD en 1921 et 1923, il est élu au comité central. En 1922, il est délégué au IVe congrès mondial de l'Internationale communiste. En 1922, il entre à la direction des éditions du parti. En 1923, il est responsable politique à Chemnitz.
Il se situe politiquement entre les « Brandleristes » et les « Mittelgruppe/Versöhnler ». Déjà en 1924, il est relevé de ses fonctions au sein du parti et envoyé à Berlin, où il n'est initialement autorisé qu'à exercer des fonctions insignifiantes. Avec Hans Beck, il organise la délégation des travailleurs en Union soviétique à partir de 1926. Il travaille ensuite comme rédacteur en chef de l'Einheit, un magazine destiné aux sociaux-démocrates de gauche.

### Contre la stalinisation du KPD

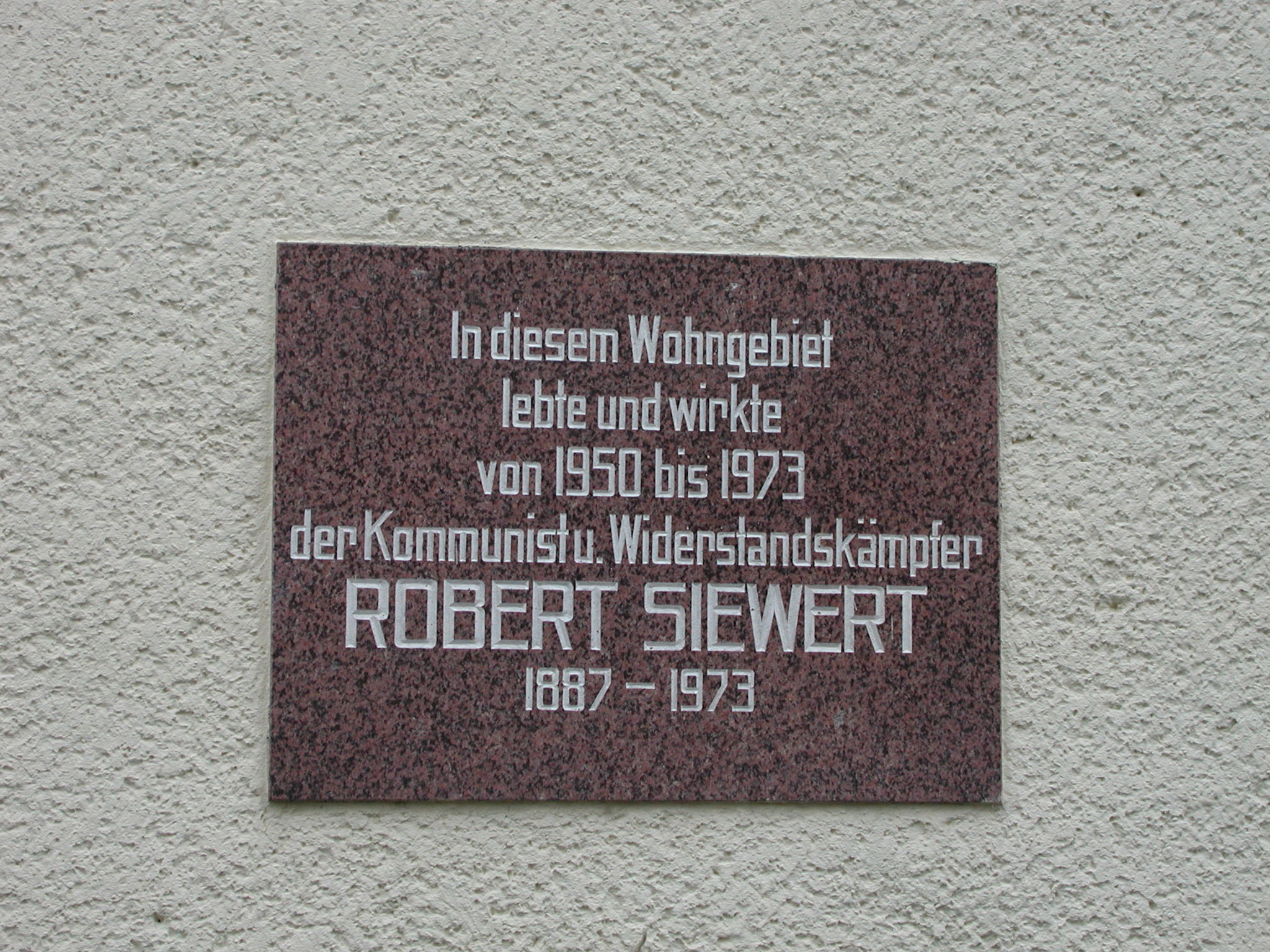
Plaque commémorative pour Siewert sur une maison à Römerweg près de Treskowallee.

Parce qu'il représente la position de « Brandleristen » dans ses activités au sein du parti, il est relevé de ses fonctions à la fin de 1928, au cours de la « stalinisation » du KPD. En janvier 1929, il est exclu du parti.
Robert Siewert devient un permanent actif du KPO et intègre la direction du district de Saxe-Occidentale. Il conserve son mandat en tant que membre d'un groupe parlementaire de cinq adhérents du KPO au parlement de l'État libre de Saxe. De 1931 à 1933, il travaille comme directeur de publication du quotidien Arbeiterpolitik d'abord à Leipzig, puis à Berlin.
De 1933 jusqu'à son arrestation, il appartient, avec Erich Hausen et Fritz Wiest, à la première direction nationale illégale du KPD(O). Siewert, qui réside à Berlin-Weißensee, Schönstraße 32, est placé en garde à vue fin mars 1935.

### Résistance au national-socialisme
Les nationaux-socialistes le condamnent à trois ans de prison pour « préparation à la trahison » par le tribunal populaire et il est incarcéré à Luckau à partir de 1935. En septembre 1938, il est placé en garde à vue et transféré au camp de concentration de Buchenwald. Là, Siewert se rapproche politiquement du KPD. Il devient un chef de file de l'organisation unitaire clandestine du camp, qui comprend des communistes et des socialistes ; Siewert fait souvent campagne pour les codétenus juifs et les enfants emprisonnés dans le camp et organise un cours de maçonnerie pour les jeunes Polonais et Juifs. À Buchenwald, Siewert est kapo de 1938 à 1944 au Baukommando I.
Après avoir prononcé un discours fin août 1944 lors d'un service commémoratif illégal organisé par Willi Bleicher pour Ernst Thälmann, récemment assassiné, il est soumis à des représailles supplémentaires de la part des SS. La libération du camp par le 3e armée américaine en avril 1945 le sauve d'une exécution imminente.

### Activité politique dans la SBZ
Après sa libération du camp de concentration, Robert Siewert rejoint le KPD et s'installe à Halle-sur-Saale. Il devient 1er vice-président de l'administration provinciale de Saxe-Anhalt. De 1945 à 1950, il est ministre de l'Intérieur de Saxe-Anhalt. En 1945/46, il est membre de la direction du district du KPD ou du conseil régional du SED et, à partir de 1949, du « petit secrétariat » de la direction régionale du SED. Aux élections de 1946, il est élu au Landtag de la province de Saxe. Le 17 avril 1947, il démissionne et Adam Wolfram lui succède. Dans le cadre des purges staliniennes, Siewert est démis de ses fonctions en 1950 en raison de son passé au KPO - et rétrogradé au poste de chef du département II (bâtiment général) au ministère de la Construction. Son article d'« autocritique », dans lequel il admet le « rôle anti-parti » du KPO, est publié le 25 janvier 1951 dans Neues Deutschland, mais est qualifié d'insuffisant par le Comité central. La Commission centrale de contrôle du parti (ZPKK) souligne que le KPO n'est pas devenu une agence du capital financier, mais qu'il l'était depuis le début. L'autocritique de Siewert n'ayant pas été jugée suffisante, Siewert perd toute influence politique.

### Réhabilitation
Au cours de la déstalinisation, Siewert est réhabilité et reçoit plusieurs médailles. En 1958, Gerhard Kosel propose Siewert à un poste de direction au ministère de la Construction afin d'avoir un camarade fiable à cette fonction importante. La proposition est rejetée, encore une fois en raison de sa précédente appartenance au KPO. Siewert reste chef de département au ministère de la Construction jusqu'en 1967 et jusqu'à un âge très avancé au Présidium du Comité des résistants antifascistes .

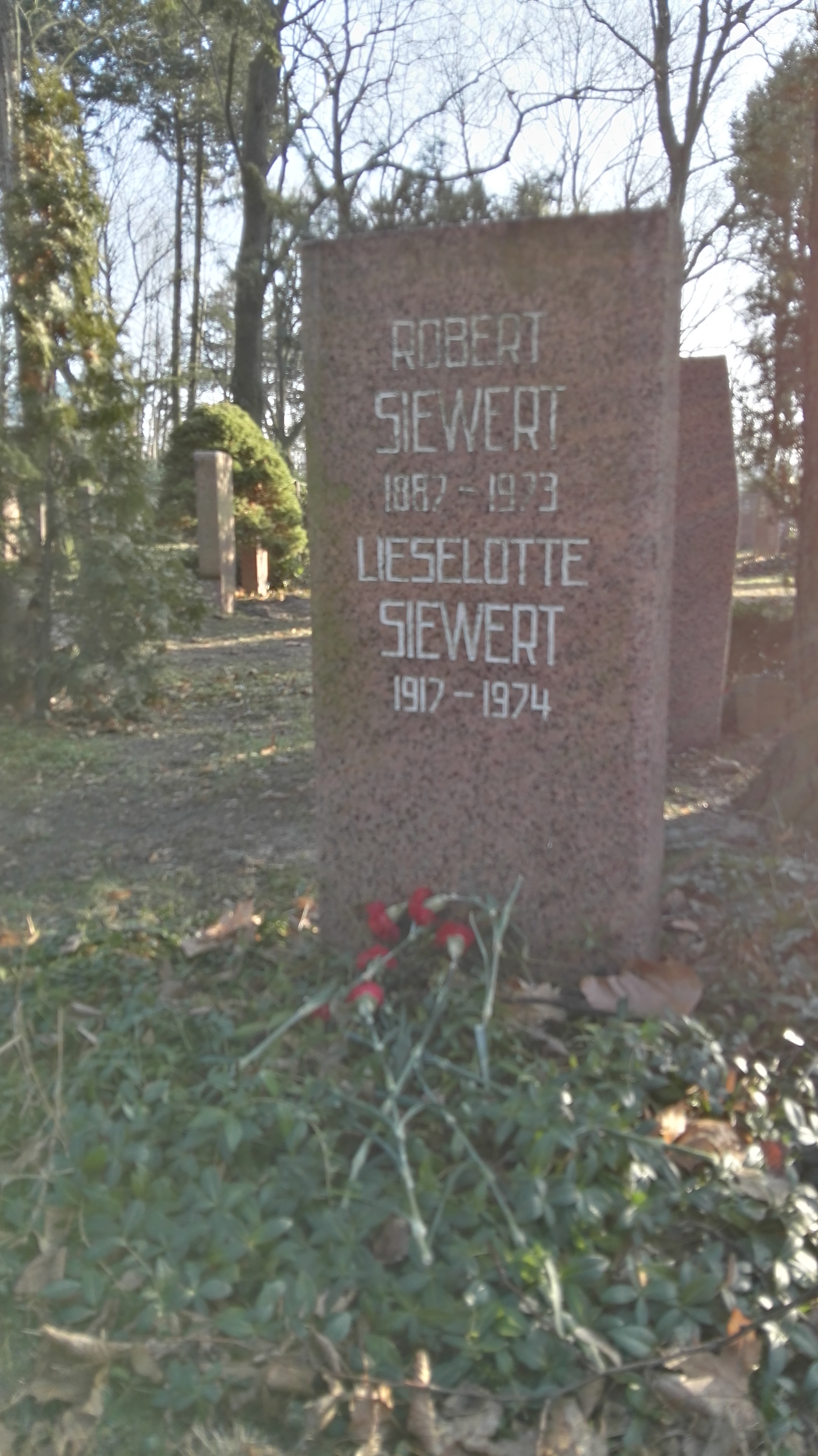
Tombe de Robert Siewert.

Siewert meurt le 2 novembre 1973 et est enterré dans le site funéraire Pergolenweg du Mémorial des socialistes dans le cimetière central de Friedrichsfelde. Dans une nécrologie officielle du SED, il est décrit comme « le compagnon le plus proche d'Ernst Thälmann ».

## Postérité
À Berlin-Karlshorst, dans le quartier Fritz Heckert à Chemnitz et à Weimar, des rues portent le nom de Robert Siewert. À Beutha  en Saxe et Dahme / Mark au Brandebourg, des écoles portent son nom jusqu'à la réunification allemande. En 1976, un régiment de construction de routes de l'Armée populaire nationale basé à Neuseddin porte son nom.